# Víctor Brown
Víctor Brown Rojas (ur. 7 marca 1927) – boliwijski piłkarz, reprezentant kraju. Podczas kariery piłkarskiej występował na pozycji pomocnika.

## Kariera piłkarska
Podczas kariery piłkarskiej Víctor Brown występował w klubie Litoral La Paz. Występował w nim w latach 1949–1958.

## Kariera reprezentacyjna
Víctor Brown występował w reprezentacji Boliwii w latach pięćdziesiątych.
W 1950 wziął udział w mistrzostwach świata, gdzie był rezerwowym i nie wystąpił w jedynym meczu Boliwii z Urugwajem.
W 1953 roku wziął udział w Copa América, na której Boliwia zajęła szóste, przedostatnie miejsce, a Brown wystąpił we wszystkich sześciu meczach turnieju z Peru, Urugwajem, Brazylią, Ekwadorem, Paragwajem i Chile.
W 1957 wziął udział w eliminacjach do mistrzostw świata 1958.